# بلاك أرو
بلاك أرو (بالإنجليزية: Black Arrow) «السهم الأسود» كان نظام إطلاق مستهلكًا بريطانيًّا.
يعود أصل بلاك أرو إلى دراسات مؤسسة الطائرات الملكية حول الصواريخ الحاملة المبنية على صاروخ بلاك نايت؛ صدقت الحكومة البريطانية على المشروع في أواخر 1964. أنجزت شركة ساوندرز-روي البريطانية معظم أعمال التطوير على المشروع، ثم تولت شركة ويستلاند للطائرات التطوير بعد عملية دمج. أنتجت شركة بريستول سيدلي محركات المرحلتين الأولى والثانية في مصنعها في أنستي، وروكشاير. جرى تجميع المرحلتين الأولى والثانية في كاوز الشرقية على جزيرة وايت. بعد إكمال عملية التصنيع، نُقل كل صاروخ بالسفن إلى إستراليا قبل إطلاقه من مجمع القوات الجوية الملكية البريطانية في ووميرا.
كان صاروخ بلاك أرو صاروخًا ثلاثي المراحل، وقوده بي آر-1 بارافين (كيروسين) وبيروكسيد الهيدروجين المركز (85% بيروكسيد الهيدروچين + 15% ماء). تضمنت المرحلتان الأولى والثانية إمكانية توجيه الدفع للتحكم بالارتفاع، لم تتضمن المرحلة الثالثة نظامًا للتحكم بالارتفاع، لكنها اعتمدت على الاستقرار باللف ونظام تحكم برد الفعل. صممت المرحلة الأولى لتكن متوافقة مع بلو ستريك، ولتكن أيضًا قابلة للتبديل مع كورايلي. بالإضافة إلى ذلك، اقتُرحت عدة مشتقات من صاروخ بلاك أرو لتحمل حمولات أكبر.
نُفذت أربعة إطلاقات لصاروخ بلاك أرو بين 1969 و1971، أول إطلاقين كانا لإثبات قدرات الصاروخ. كان الإطلاقان الأول والثالث فاشلين، أما الثاني والرابع فتما بنجاح. الإطلاق الأخير لبلاك أرو وضع قمر بروسبيرو في مدار أرضي منخفض، وهو ما أصبح الإطلاق المداري الأول والأخير لصاروخ بريطاني المنشأ. قرر المسؤولون البريطانيون عدم الاستمرار في البرنامج مفضلين استخدام صاروخ سكاوت الأمريكي، إذ رأت وزارة الدفاع البريطانية أن هذا الخيار أقل كلفة من الاستمرار باستخدام صاروخ بلاك أرو. آخر صواريخ بلاك آرو المكتمل البناء، والذي لم يحلق قط، يُحفظ في متحف العلوم في لندن، إلى جانب نموذج بديل للقمر الاصطناعي بروسبيرو.

## التطوير
يعود مشروع بلاك أرو إلى مقترح لمؤسسة الطائرات الملكية لصاروخ قادر على وضع حمولة بوزن 144 كلجم في مدار الأرض المنخفض، من أجل دراسة النظم المصممة لمركبات فضاء أكبر. في خريف 1964، صدَّق على البرنامج وزير الطيران چوليان أمري المنتمي لحزب المحافظين. بعد الانتخابات العامة في أكتوبر، جمدت حكومة العمال القادمة المشروع لخفض النفقات. بعد انتخابات أخرى، وافقت الحكومة على استمرار المشروع مع إدخال عدد من التعديلات، من بينها خفض عدد إطلاقات الاختبار من خمس إلى ثلاثة. وحدد أول إطلاق ليكون في 1968.
قامت شركة الصناعات الجوية البريطانية ساندرز-روي بالتطوير الأولى، واندمجت هذه الشركة لتصبح ويستلاند للطائرات في 1964. أصبحت وستلاند المقاول الرئيس لمشروع بلاك أرو، جرى تجميع المرحلتين الأولى والثانية في كاوز الشرقية على جزيرة وايت، أجرت الشركة اختبارات الصاروخ في الخمسينيات حتى الإطلاق في 28 أكتوبر 1971. صممت بريستول سيدلي محركات المرحلة الأولى والثانية في مصنع في أنستي، وروكشاير. جرى اختبار المحركات في المصنع قبل شحنها إلى جزيرة وايت، حيث دمجت بالصاروخ وجرى تشغيل محركات المرحلة الأولى في هاي داون. أنتجت بريستول أيروچيت محرك المرحلة الثالثة في سمرست، وأنتجت مؤسسة بحث وتطوير المتفجرات الوقود الصلب في والتهام آبي، إسكس. وكانت مؤسسة دفع الصواريخ، ومقرها وستكوت، بكنجهامشاير، مسؤولة عن تصميم ودمج هذه المرحلة.
معظم التقنيات والنظم المستخدمة في صاروخ بلاك أرو كانت قد طُورت بالفعل أو جرى اختبارها على صاروخ بلاك نايت أو صاروخ بلو ستيل. صُمم بلاك أرو ليستخدم أكبر قدر من التقنيات من البرامج السابقة من أجل خفض التكاليف، ولتبسيط عملية التطوير. العديد من كبار الموظفين في مشروع بلاك نايت انتقلوا مباشرة للعمل على برنامج بلاك أرو، ومن ضمنهم كبير علماء الصواريخ روي دوميت، وكبير مهندسي التصميم راي ويلر، ونائب كبير المهندسين چون أندروود. مع كل هذا، واجه البرنامج المزيد من الصعوبات وتكاليف أكبر مما كان متوقعًا. كان الناتج عائدًا للميزانية المقيدة التي وضعتها الحكومة والتي كان قدرها 3 ملايين جنيه إسترليني كل عام.
يعود اسم بلاك أرو «السهم الأسود» إلى قواعد وزارة الإمداد التي تحدد تسمية من لون واسم لبرامج التطوير التي تجريها القوات المسلحة، والمعروفة بصفة غير رسمية بأكواد قوس قزح. مع ذلك، كان البرنامج مدنيًّا رسميًّا. أطلق لقب صاروخ أحمر الشفاه على الصاروخ، لأن وحدة الحمولة طليت بلون أحمر ناصع لتسهيل الرؤية، وهو ما جعل الصاروخ شبيهًا بأحمر الشفاه.

### كتب
- Gibson، Chris؛ Buttler، Tony (2007). British Secret Projects: Hypersonics, Ramjets & Missiles (ط. 2007). England: Midland Publishing. ISBN:9 78-1-85780-258-0.
- Harland، David M.؛ Lorenz، Ralph D. (2005). Mason, John؛ Whyte, Alex (المحررون). Space Systems Failures (ط. 2006). Berlin, Germany: Springer-Praxis. ص. 97–98. ISBN:0-387-21519-0.
- Harvey، Brian (2003). Europe's Space Programme: To Ariane and Beyond. Springer. ISBN:1-85233-722-2.
- Hill، C. N. (2001). "Black Arrow". A Vertical Empire: The History of the UK Rocket and Space Programme, 1950–1971 (ط. 2006). London: Imperial College Press. ص. 155–188. ISBN:1-86094-268-7.
- Millard، Douglas (2001). The Black Arrow Rocket: A History of a Satellite Launch Vehicle and its Engines. London: Science Museum. ISBN:1-900747-41-3.